# Earias chlorodes
Earias chlorodes är en fjärilsart som beskrevs av Edward Meyrick 1902. Earias chlorodes ingår i släktet Earias och familjen trågspinnare. Inga underarter finns listade i Catalogue of Life.

## Bildgalleri

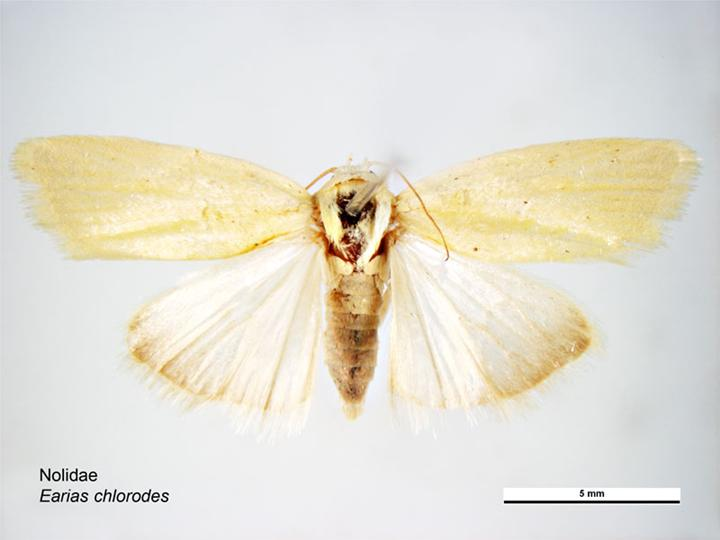
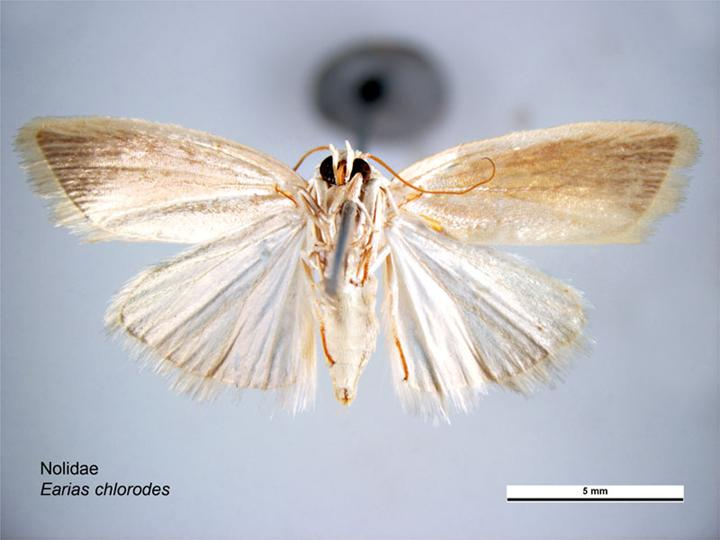
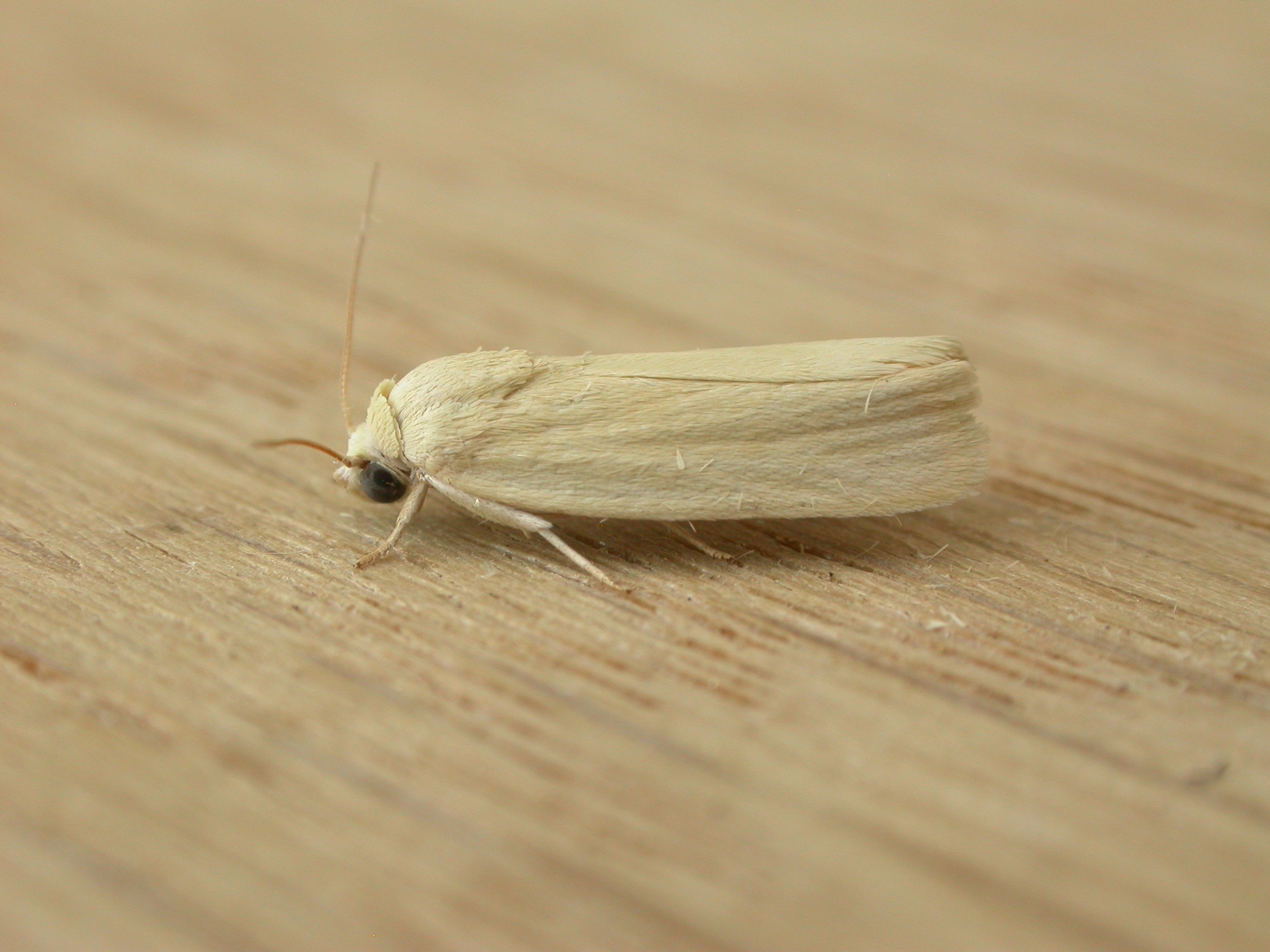